# الزراقنة (ولاية سطيف)
الزراقنة هي منطقة، تابعة إقليمياً وإداريا لبلدية قجال الكائنة بدائرة قجال الواقعة بولاية سطيف الجزائرية.